# Hycan 007

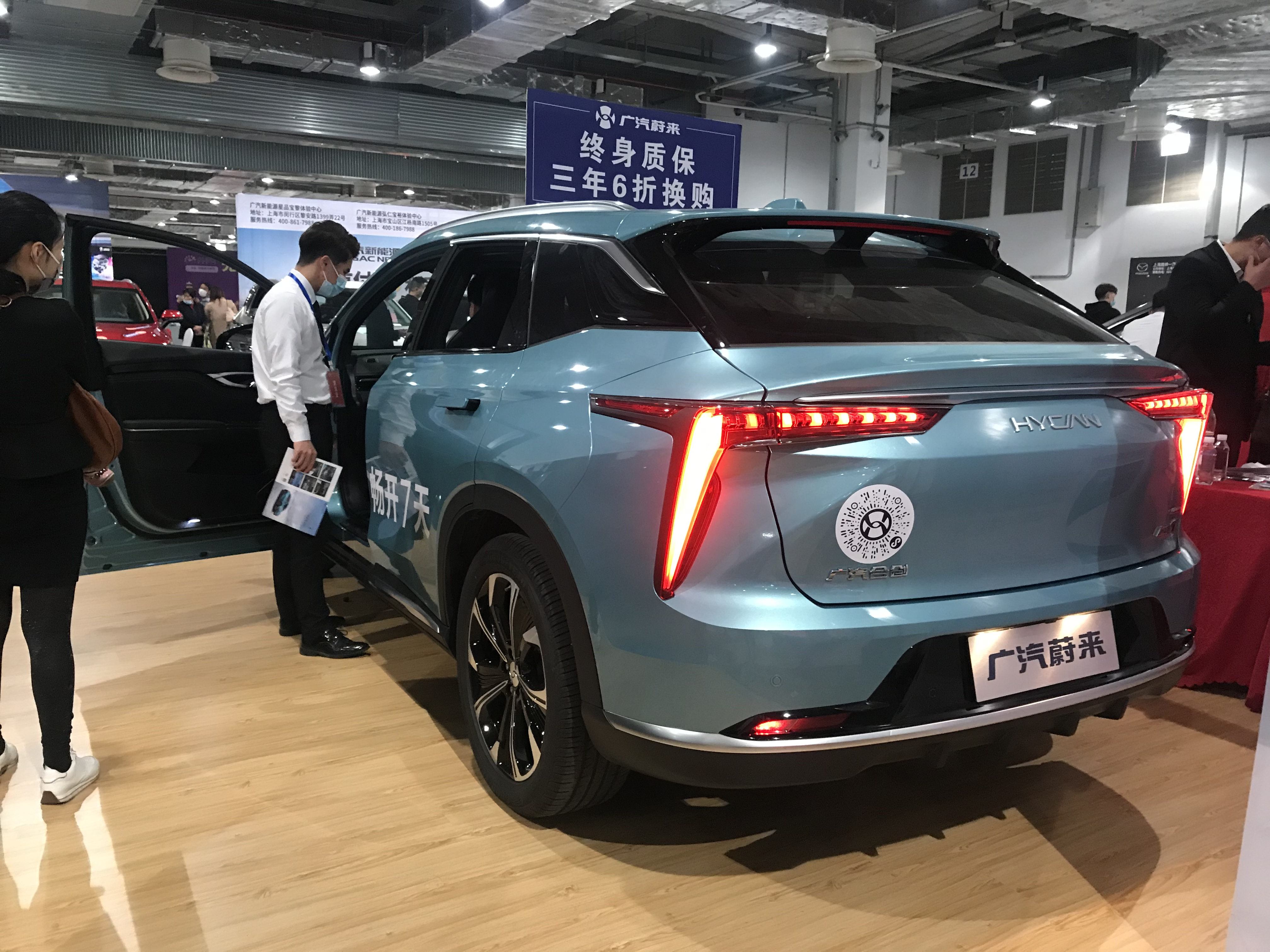
Heckansicht

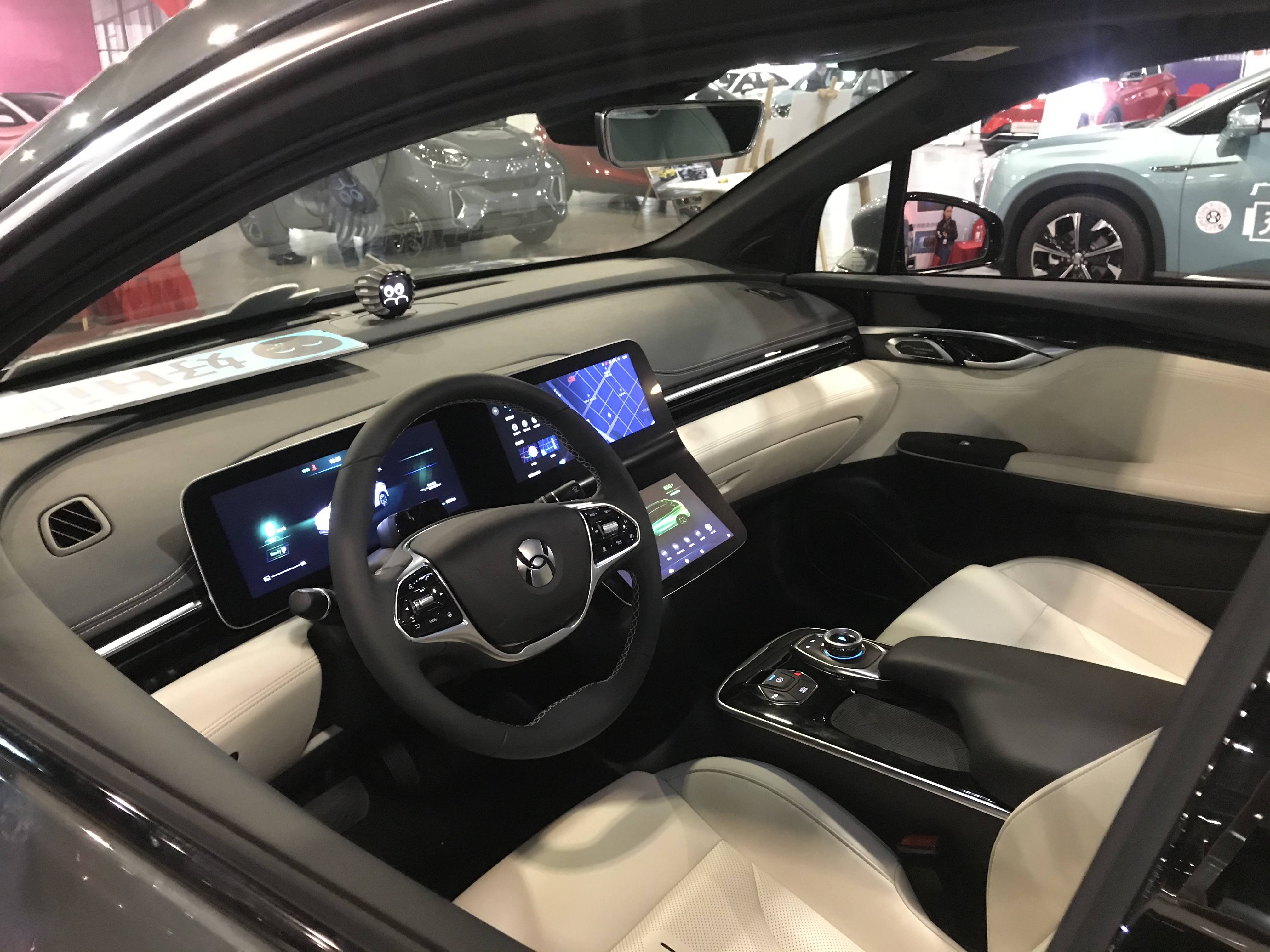
Innenansicht

Der Hycan 007 ist ein batterieelektrisch angetriebenes Sport Utility Vehicle der zu GAC Nio New Energy Automobile Technology gehörenden Automarke Hycan.

## Geschichte
Unter der Marke Hycan präsentierte das Joint Venture aus Guangzhou Automobile Industry Group und Nio im Mai 2019 in Hangzhou ein batterieelektrisch angetriebenes SUV auf Basis des Aion LX. Das Serienmodell wurde im August 2019 angekündigt und im Dezember 2019 vorgestellt. In den Handel kam der 007 im April 2020 auf dem chinesischen Heimatmarkt in den drei Ausstattungsvarianten Base, Plus und Top. Die Produktion des Fahrzeugs erfolgt in Guangzhou.

## Technische Daten
Für das SUV steht ein Lithium-Ionen-Akkumulator mit zwei Größen zur Wahl. In der Base genannten Einstiegsversion hat er einen Energieinhalt von 73 kWh und ermöglicht eine Reichweite von 523 km nach NEFZ. 93 kWh hat der Akku in den Versionen Plus und Top. Die Reichweite nach NEFZ wird hier mit 643 km angegeben. Bidirektionales Laden ist mit dem 007 möglich.
|                             | Base                              | Plus/Top                          |
| --------------------------- | --------------------------------- | --------------------------------- |
| Bauzeitraum                 | 04/2020–05/2021                   | seit 04/2020                      |
| Motorkenndaten              |                                   |                                   |
| Motorart                    | Permanentmagnet-Synchronmotor     | Permanentmagnet-Synchronmotor     |
| max. Leistung               | 135 kW (184 PS)                   | 150 kW (204 PS)                   |
| max. Drehmoment             | 350 Nm                            | 350 Nm                            |
| Kraftübertragung            |                                   |                                   |
| Antrieb                     | Vorderradantrieb                  | Vorderradantrieb                  |
| Getriebe                    | Festes Übersetzungsverhältnis     | Festes Übersetzungsverhältnis     |
| Messwerte                   |                                   |                                   |
| Höchstgeschwindigkeit       | 170 km/h                          | 170 km/h                          |
| Beschleunigung, 0–100 km/h  | 8,2 s                             | 7,9 s                             |
| Energieverbrauch auf 100 km | 15,9 kWh                          | 16,7 kWh                          |
| Batterie                    | Lithium-Ionen-Akkumulator: 73 kWh | Lithium-Ionen-Akkumulator: 93 kWh |
| Reichweite nach NEFZ        | 523 km                            | 643 km                            |